# Brynton Lemar
Brynton Jevon Lemar (San Diego, California, 23 de enero de 1995) es un baloncestista estadounidense que pertenece a la plantilla del Cedevita Olimpija de la ABA Liga. Con 1,93 metros de estatura, juega en la posición de escolta.

## Trayectoria deportiva

### Universidad
Jugó cuatro temporadas con los Aggies de la Universidad de California, Davis en las que promedió 9,5 puntos, 2,5 rebotes y 1,7 asistencias por partido. En su última temporada fue incluido en el mejor quinteto de la Big West Conference.

### Profesional
Tras no ser elegido en el Draft de la NBA de 2017, el 6 de julio firmó su primer contrato profesional con el SLUC Nancy Basket de la Pro B, la segunda división del baloncesto francés, Disputó catorce partidos, en los que promedió 9,7 puntos y 2,1 rebotes, dejando el equipo en enero de 2018.
El 13 de enero regresa a la liga francesa al fichar por el Caen Basket Calvados, donde acabó la temporada promediando 14,4 puntos y 3,8 rebotes por partido.
El 23 de agosto de 2018 cambia de liga y de país al fichar por el Sopron KC de la NB I/A, la primera división húngara.
El 15 de febrero de 2021, firma por el Pallacanestro Reggiana de la Lega Basket Serie A italiana.
El 9 de septiembre de 2021, firma por el Enisey Krasnoyarsk de la VTB United League.
El 15 de marzo de 2022, firma por el Le Mans Sarthe de la LNB Pro A, para sustituir al lesionado Scott Bamforth.
El 23 de febrero de 2023 se unió al AEK Atenas de la A1 Ethniki griega, reemplazando a Cameron McGriff en la plantilla del equipo.
El 20 de julio de 2023 firmó contrato con el Hapoel Jerusalem de la Ligat ha'Al israelí.
El 16 de junio de 2024 firmó con el Cedevita Olimpija de la Liga de Baloncesto de Eslovenia y la Liga ABA.